# Liste der Monuments historiques in Thomery
Die Liste der Monuments historiques in Thomery führt die Monuments historiques in der französischen Gemeinde Thomery auf.

## Liste der Bauwerke
| Bezeichnung              | Beschreibung              | Standort                                                                | Kennzeichnung | Schutzstatus | Datum | Bild           |
| ------------------------ | ------------------------- | ----------------------------------------------------------------------- | ------------- | ------------ | ----- | -------------- |
| Chemin des Longs Sillons | Erbaut im 18. Jahrhundert | Rue de la République Rue Victor-Hugo Rue de By Rue des Montforts (Lage) | PA00125458    | Inscrit      | 1993  |                |
| Kirche St-Amand          |                           | (Lage)                                                                  | PA00087295    | Classé       | 1948  | weitere Bilder |

## Liste der Objekte
Zum Verständnis siehe: Kirchenausstattung
- Monuments historiques (Objekte) in Thomery in der Base Palissy des französischen Kultusministeriums